# Quercus copeyensis
Quercus copeyensis är en bokväxtart som beskrevs av Cornelius Herman Müller. Quercus copeyensis ingår i släktet ekar, och familjen bokväxter. Inga underarter finns listade.